# 陳三重
陳三重（？—？），號一寰，南直隶凤阳府宿州灵璧县人。明朝政治人物。

## 生平
天啓元年（1621年）辛酉科應天鄉試舉人，二年（1622年）壬戌科進士。大理寺观政，三年授隆平县知县，四年调任枣强县知县，七年升兵部武库司主事，崇祯四年（1631年）升武选司员外，本年仕至吉安府知府。清朝顺治丙戌（1646年）补任南昌知府。